# Маскароза II
Маскароза II (фр. Mascarose II d'Armagnac; д/н — 1256) — графиня Арманьяк і Фезансак в 1249—1256 роках.

## Життєпис
Походила з Дому Ломань. Єдина донька Маскарози I, графині Арманьяк і Фезансак, і Арно III Одон де Ломань. Про дату народження та молоді роки відомо замало.
1249 року після смерті матері успадкувала Арманьяк і Фезансак. Втім фактична влада належала її батькові. Владу оскаржив її родич Жеро де Фезансаге. Боротьба тривала з перемінним успіхом. 
1255 року Арно III Одон влаштував шлюб Маскарози II з Есквітом IV де Шабане, віконтом Бігорра. Останній з Арно III Одоном активно виступили проти Жеро де Фезансаге. Але 1256 року Маскароза II раптово померла, не залишивши нащадків. Арманьяк і Фезансак успадкував Жеро де Фезансаге.